# Красногорськ

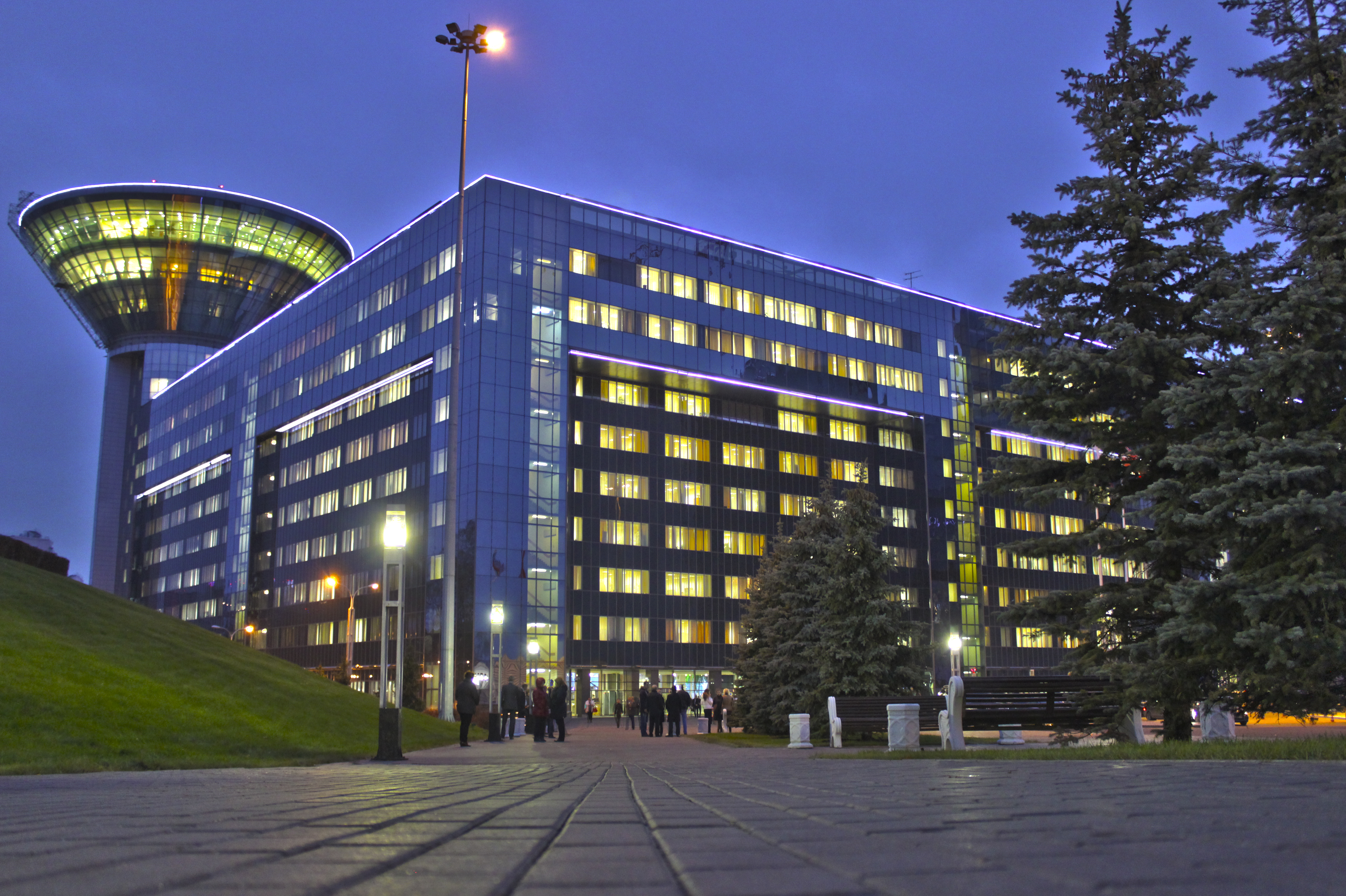
Будинок Уряду Московської області

Красного́рськ (рос. Красногорск) — місто (з 1940) в Росії, адміністративний центр Красногорського району Московської області. День міста Красногорська зазвичай святкують у другу неділю вересня, через тиждень після Дня міста Москви.

## Географія
Місто розташоване на річці Москва та її притоці річці Баньці, за 22 км від центру Москви (за 2 км від МКАД), безпосередньо межуючи з Москвою з північного заходу. 
Через місто проходять Волоколамське та Ільїнське шосе.

## Історія

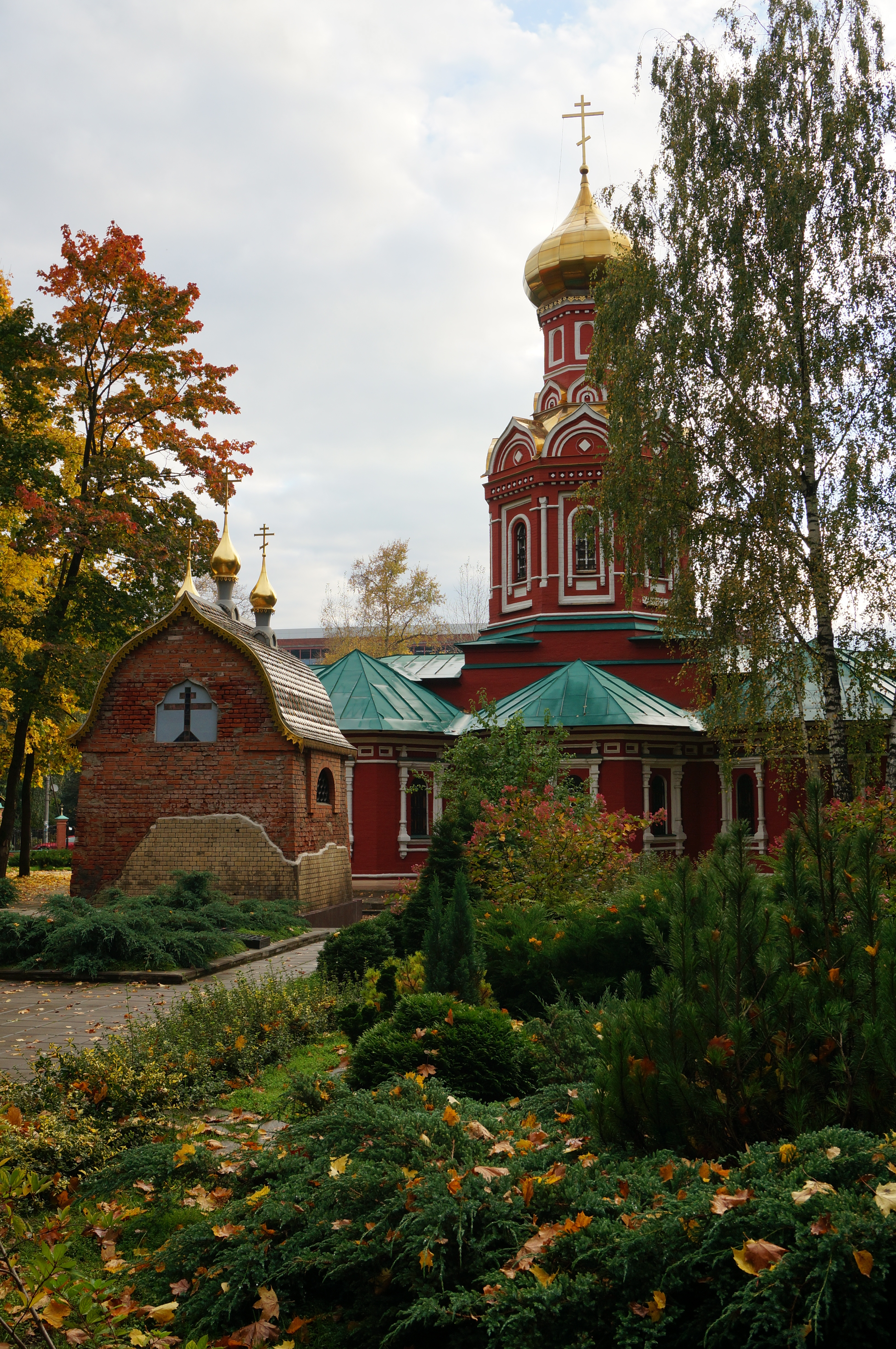
Каплиця-усипальня О. Я. Полякова

Назва міста успадкована від селища Красна Гірка (рос. Красная Горка). «Красними гірками» називали підвищені майданчики, згірки, що навесні рано відтають і слугують улюбленим місцем зборів молоді (див. також народне свято Красна гірка). Зараз територія колишнього селища розташована у центральній, найбільш високій частині міста, зберігся житловий фонд 1930-х — 1940-х років.
На нинішній території міста раніше існували села Павшино (1462 р.), Губайлово (1620 р.)
У 1840-х роках навколо села Губайлово виникли фабрики — паперова, фарбова, суконна, при яких виникло селище Баньки, яке отримало назву за річкою Банькою. У 1926-1927 сюди з Подольська переводиться оптико-механічний завод («Павшинський завод точної механіки № 19»). 1927 року біля заводу виросло селище Красна Гірка. У 1932 році Баньки перетворене на робітниче селище Красногорськ (первісно планувалася назва «Оптикогорськ»), до складу якого незабаром увійшли селище Красна Гірка та село Губайлово. У 1940 році селище отримало статус міста.
У 1941 році завод № 69 імені Леніна
(колишній «Павшинський завод точної механіки № 19») евакуюють у Новосибірськ. У 1942 році на звільнених виробничих площах утворюється Красногорський механічний завод, що починає випуск оптичної техніки для потреб фронту (стереотруби, танкові перископи, прилади для аерозйомки). У 1948 році туди з Харківського машинобудівного заводу переводять виробництво фотоапаратів ФЕД, які з 1950 р. випускалися під власною маркою «Зоркий».
На околиці Красногорська, біля села М'якініно в Павшинській заплаві, поблизу МКАД, знаходиться Будинок Уряду Московської області та будівля Московського обласного суду.
У зв'язку з переїздом обласних урядових установ з Москви, на початку 2000-х років у ЗМІ регулярно з'являлась інформація про те, що Красногорськ, нібито, стає столицею Московської області, проте станом на листопад 2009 року статус обласного центру залишався за Москвою.

## Символіка
Місто Красногорськ має власну символіку — герб та прапор, які були затверджені рішенням Красногорської ради народних депутатів від 23 січня 2008 року.

## Міський округ
Красногорськ є центром однойменного міського округу, до складу якого, окрім міста входять села Гольйово (317 чоловік) та Івановське (142 особи)
.
5 вересня 2005 року відбулись перші вибори до Ради депутатів муніципального утворення «Міське поселення Красногорськ». За мажоритарними округами було обрано 25 депутатів. Наступні вибори відбулись 11 жовтня 2009 року. Головою ради депутатів став М. Т. Хаткевич, термін повноважень депутатів — 5 років.
21 березня 2014 року в місті виник  скандал, пов'язаний з раптовою відставкою чинного міського голови Віктора Кругликова, при цьому офіційної інформації про його відставку не було опубліковано. Дострокові вибори призначено на 18 травня 2014 року.

## Населення
Зміна чисельності населення міста:
| Рік  | Чисельність | Чисельність |
| ---- | ----------- | ----------- |
| 1939 | 18 385      | [ 12 ]      |
| 1959 | 35 183      | [ 13 ]      |
| 1967 | 50 000      | [ 14 ]      |
| 1970 | 62 690      | [ 15 ]      |
| 1973 | 67 000      | [ 14 ]      |
| 1976 | 72 000      | [ 14 ]      |
| 1979 | 77 370      | [ 16 ]      |
| 1982 | 82 000      | [ 17 ]      |
| 1986 | 87 000      | [ 14 ]      |
| 1987 | 89 000      | [ 18 ]      |

| Рік  | Чисельність | Чисельність |
| ---- | ----------- | ----------- |
| 1989 | 90 477      | [ 19 ]      |
| 1992 | 91 700      | [ 14 ]      |
| 1996 | 91 300      | [ 14 ]      |
| 1998 | 91 000      | [ 14 ]      |
| 2000 | 90 600      | [ 14 ]      |
| 2001 | 90 200      | [ 14 ]      |
| 2002 | 92 545      | [ 20 ]      |
| 2003 | 92 500      | [ 14 ]      |
| 2004 | 93 000      | [ 21 ]      |
| 2005 | 99 100      | [ 14 ]      |

| Рік  | Чисельність | Чисельність |
| ---- | ----------- | ----------- |
| 2006 | 99 475      | [ 22 ]      |
| 2007 | 98 900      | [ 14 ]      |
| 2008 | 99 500      | [ 14 ]      |
| 2009 | 100 871     | [ 23 ]      |
| 2010 | 116 896     | [ 24 ]      |
| 2011 | 116 700     | [ 25 ]      |
| 2012 | 122 790     | [ 26 ]      |
| 2013 | 127 600     | [ 27 ]      |
| 2014 | 132 036     | [ 28 ]      |
| 2015 | 137 587     | [ 29 ]      |

| Рік  | Чисельність | Чисельність |
| ---- | ----------- | ----------- |
| 2016 | 144 614     | [ 30 ]      |
| 2017 | 153 393     | [ 31 ]      |
| 2018 | 161 525     | [ 32 ]      |
| 2019 | 171 793     | [ 33 ]      |
| 2020 | 175 554     | [ 34 ]      |
| 2021 | 187 634     | [ 35 ]      |
| 2023 | 188 850     | [ 36 ]      |
| 2024 | 193 127     | [ 37 ]      |

| Рік  | Чисельність | Чисельність |
| ---- | ----------- | ----------- |
| 1939 | 18 385      | [ 12 ]      |
| 1959 | 35 183      | [ 13 ]      |
| 1967 | 50 000      | [ 14 ]      |
| 1970 | 62 690      | [ 15 ]      |
| 1973 | 67 000      | [ 14 ]      |
| 1976 | 72 000      | [ 14 ]      |
| 1979 | 77 370      | [ 16 ]      |
| 1982 | 82 000      | [ 17 ]      |
| 1986 | 87 000      | [ 14 ]      |
| 1987 | 89 000      | [ 18 ]      |

| Рік  | Чисельність | Чисельність |
| ---- | ----------- | ----------- |
| 1989 | 90 477      | [ 19 ]      |
| 1992 | 91 700      | [ 14 ]      |
| 1996 | 91 300      | [ 14 ]      |
| 1998 | 91 000      | [ 14 ]      |
| 2000 | 90 600      | [ 14 ]      |
| 2001 | 90 200      | [ 14 ]      |
| 2002 | 92 545      | [ 20 ]      |
| 2003 | 92 500      | [ 14 ]      |
| 2004 | 93 000      | [ 21 ]      |
| 2005 | 99 100      | [ 14 ]      |

| Рік  | Чисельність | Чисельність |
| ---- | ----------- | ----------- |
| 2006 | 99 475      | [ 22 ]      |
| 2007 | 98 900      | [ 14 ]      |
| 2008 | 99 500      | [ 14 ]      |
| 2009 | 100 871     | [ 23 ]      |
| 2010 | 116 896     | [ 24 ]      |
| 2011 | 116 700     | [ 25 ]      |
| 2012 | 122 790     | [ 26 ]      |
| 2013 | 127 600     | [ 27 ]      |
| 2014 | 132 036     | [ 28 ]      |
| 2015 | 137 587     | [ 29 ]      |

| Рік  | Чисельність | Чисельність |
| ---- | ----------- | ----------- |
| 2016 | 144 614     | [ 30 ]      |
| 2017 | 153 393     | [ 31 ]      |
| 2018 | 161 525     | [ 32 ]      |
| 2019 | 171 793     | [ 33 ]      |
| 2020 | 175 554     | [ 34 ]      |
| 2021 | 187 634     | [ 35 ]      |
| 2023 | 188 850     | [ 36 ]      |
| 2024 | 193 127     | [ 37 ]      |

## Промисловість
Провідне підприємство міста — механічний завод, який займається виробництвом фото- та кіноапаратів, зокрема, тут вироблялися фотоапарати «Зенит». Також у місті розвинуто виробництво будівельних матеріалів, є завод з переробки лікарської рослинної сировини, завод «Бецема» виготовляє автомобілі-цистерни. Також у Красногорську представлена медична промисловість — виробництво біологічно активних речовин.

## Транспорт
На території міста розташовані станція Павшино, а також платформи Пенягіно, Красногорська і Опалиха Ризького напрямку МЗ (у складі лінії МЦД-2).
У Красногорську знаходиться перша в Підмосков'ї станція Московського метрополітену — «М'якініно».

## Освіта
У місті розташована філія Академії народного господарства при Уряді Російської Федерації та філію Московської фінансово-промислової академії
.

## Культура, ЗМІ

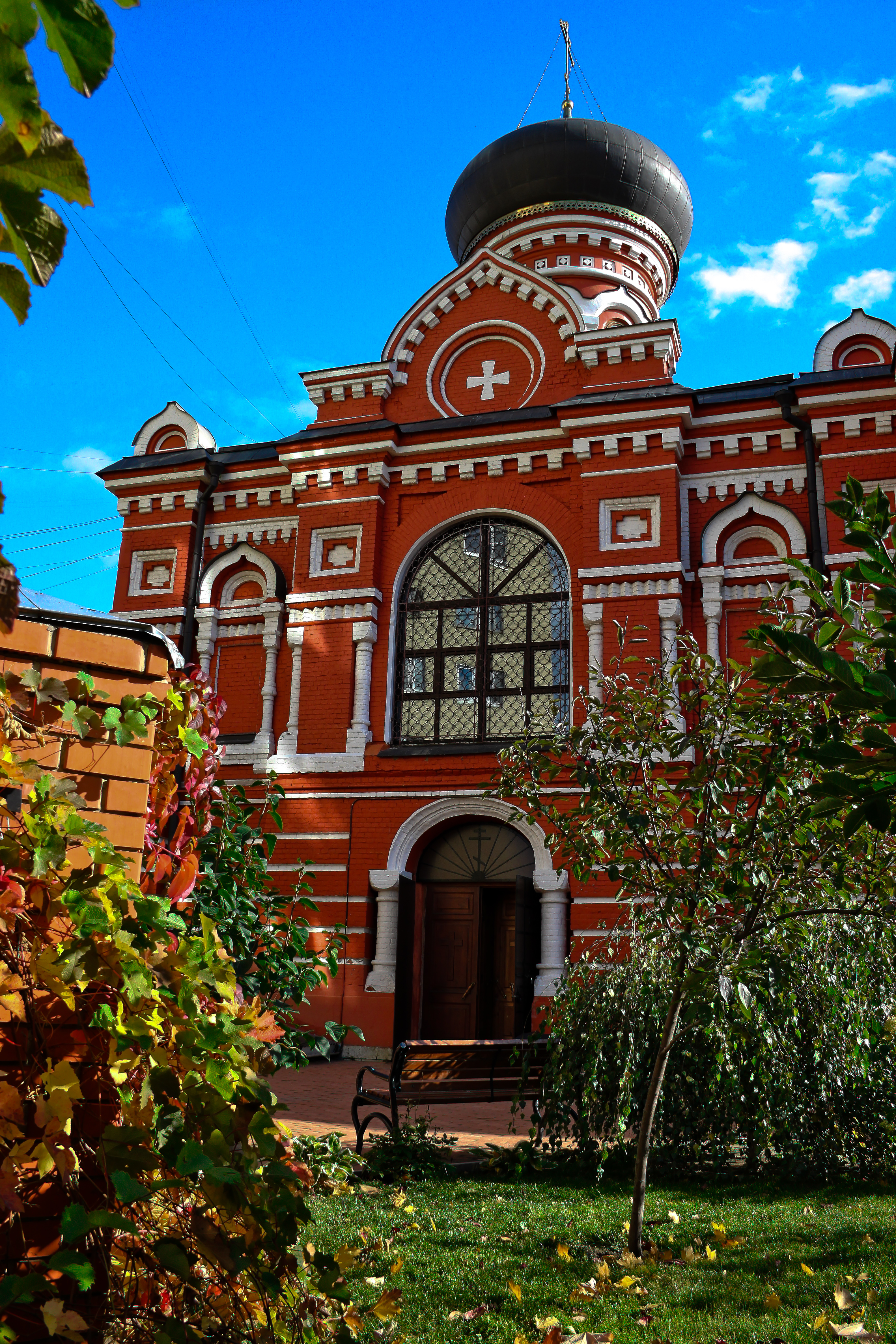
Церква Успіння Пресвятої Богородиці

У Красногорську знаходиться Центральний архів кіно фотодокументів Росії, музей німецьких антифашистів, а також ряд виставкових закладів та галерей, як виставковий зал Грідчина.

## Пам'ятки історії та архітектури
- Архів кінофотодокументів
- Церква Успіння Пресвятої Богородиці (1873 р.)
- Садиба Знаменське-Губайлово (кінець 18-го — початок 20 століття)
- Парк (кінець 18-го — початок 19 століття)
- Церква Ікони Божої Матері Знамення (1909 р.)
- Каплиця-усипальня О. Я. Полякова

.

## Релігія
У центрі Красногорська розташована садиба Знаменське-Губайлово, центром якої, а також всього міста є храм Ікони Божої Матері Знамення, яка має престіл присвячений Георгію Переможцю. Храм було відроджено у 2001 році. У 2001 році при храмі була відкрита загальноосвітня Святогеоргієвська гімназія. А перша церква на цьому місці згадується у 1683 році. Особливістю історичного храму було те, що в ньому не було традиційного іконостасу — ікони стояли в арках, викладених з каменю. Під час війни 1812 року в садибі розташовувався польовий госпіталь російської армії для поранених офіцерів, тож навколо храму утворився військовий некрополь з фамільними склепами, надгробками. У 1930-ті роки храм був закритий, а в ньому влаштовано гуртожиток. Богослужіння тут відновились у 1993 році
.
Також у селі Павшино розташовано Храм Миколи Чудотворця з престолом пророка Іллі. У 1930 році його було закрито. Купол храму використовувався для занять парашутним спортом, а в самій церкві знаходився завод металовиробів.
Єдиний храм, який не закривався в радянські роки є Боголюбська церква, яка була споруджена у 1895 році
.

## Спорт
Місто є важливим центром розвитку спорту у Підмосков'ї. Зокрема з середини 50-х років XX століття тут розвивається волейбол. У 1991 році у місті було засновано волейбольний клуб «Зоркий». Свої матчі команда проводить у Палаці спорту «Зоркий»

Також у місті розташовано лижний стадіон із трасами від 5 до 45 кілометрів, які підтримуються протягом всього сезону.
Командні зимові ігри у Красногорську представлені хокейним клубом «Зоркий» який була створено у 1948 році. Починаючи з 1967 року безперервно є учасником першості серед команд Вищої ліги СРСР та Росії. Домашня арена — стадіон «Зоркий», розрахований на 10 000 глядачів.

## Міста-побратими
- Білорусь — Кореличі;
- Латвія — Тукумс;
- Литва — Плунге;
- Болгарія — Сливниця;
- Польща — Вонгровець;
- Нідерланди — Горле;
- Франція — Антіб;
- Німеччина — Гехштадт
- КНР — Санья

Перше місто-побратим в 2010 з'явилося й у міського поселення Красногорськ — французький Антіб.

## У мистецтві
У Красногорську жили члени банди Митіна, що стала прототипом банди «Чорна кішка» роману братів Вайнерів «Ера милосердя» і поставленого за ним фільму «Місце зустрічі змінити не можна». Вони працювали на Красногорському механічному заводі, а в неробочий час займались грабежами ощадкас. Крилата фраза «А теперь — Горбатый!» прозвучала біля приватного будинку в Губайлові.

## Відомі особистості

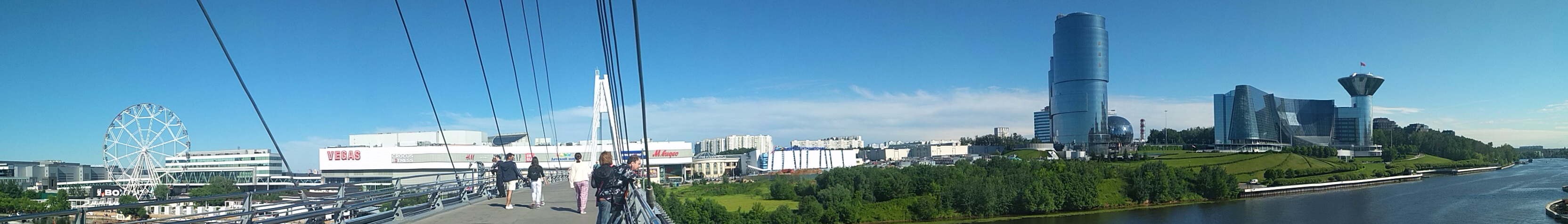

У місті народились:
- Дроздецький Дмитро Анатолійович (нар. 1965) — російський художник.
- Бєликов Сергій Григорович (нар. 1954) — радянський і російський співак.